# ذخیره‌گاه طبیعی یروکولا
ذخیره‌گاه طبیعی یروکولا (انگلیسی: Järveküla Nature Reserve) یک ذخیره‌گاه طبیعی در شهرستان ویلیاندی، استونی است که در سال ۱۹۹۰ میلادی به ثبت رسیده و ۲۶۷.۹ هکتار وسعت دارد.
از جانوران این منطقه میتوان به پرستوی خانگی، دارکوب قهوه‌ای، پری‌شاهرخ، سسک درختی لیمویی، سسک رودخانه‌ای، مگس‌گیر خال‌دار، گنجشک درختی، سهره جنگلی، سهره سبز، مگس‌گیر ابلق اروپایی، چکاوک آسمانی بزرگ، توکای پشت‌بلوطی، دم‌جنبانک سفید، زردپره لیمویی، کلاغ ابلق، سسک باغی، حواصیل خاکستری، چرخ‌ریسک سرآبی، سسک سرسیاه، سهره گلی معمولی، سهره طلایی و سسک چیف‌چاف اشاره کرد.